# Museo de Etnología de Dresde
Museo de Etnología de Dresde (en alemán: Museum für Völkerkunde Dresden) contiene una colección etnográfica con más de 90.000 objetos de todas las partes del mundo. Es parte de las Colecciones Estatales de Arte de Dresde. Fundado en 1875, el museo presenta continuamente exposiciones temporales en el Palacio japonés, un complejo edificio barroco situado en Dresde, Alemania.
La colección tiene sus orígenes en los Cuartos de maravillas creados por Augusto de Sajonia en 1560.